# فیروز علی‌زاده
فیروز علی‌زاده فرد (۱۳۲۵–۱۳۸۴) کشتی‌گیر فرنگی‌کار ایرانی بود. وی نخستین ایرانی بود که مدال طلای قهرمانی کشتی فرنگی جهان را با قهرمانی در دستهٔ ۵۲ کیلوگرم مسابقات جهانی ۱۹۶۹ مار دل پلاتای آرژانتین به دست آورد.
علی‌زاده در المپیک ۱۹۷۲ مونیخ هم در دستهٔ ۵۷ کیلو حضور داشت که با شکست از یاماموتو ژاپنی از دور رقابت‌ها حذف شد.
علی‌زاده کشتی را از ورزش زورخانه‌ای شروع کرد و سابقهٔ مربی‌گری تیم ملی کشتی فرنگی پیشکسوتان ایران را هم داشت. مرگ او در شهریور ۱۳۸۴ بر اثر تصادف با موتور اتفاق افتاد. مراسم تشییع جنازهٔ او نیز محل درگیری پیشکسوتان کشتی شد. سید محمد خادم حقیقت رئیس سابق فدراسیون کشتی گفته بود که علی‌زاده هیچ مشکلی در تأمین هزینه بیمارستان خود نداشته ولی برخی پیشکسوتان دیگر کشتی از جمله بهرام مشتاقی و صیاد افروزی و شاپور مقربی در اعتراض به او گفته بودند که هیچ‌کس؛ نه پیشکسوتان متمکن و پولدار کشتی و نه فدراسیون کشتی و نه مسؤولان سازمان ورزش و کمیته ملی المپیک، به درمان پای مصدوم او کمکی نکرده بودند و هیچ گونه کمکی در هیچ مقطعی از زندگی به او نکردند.